# Piletocera mesophaealis
Piletocera mesophaealis là một loài bướm đêm trong họ Crambidae.